# Juan Maldonado (conquistador)
Juan Maldonado y Ordóñez de Villaquirán (Barco de Ávila, España, 1525-Pamplona, Nuevo Reino de Granada, 1572) fue un militar, conquistador y explorador español durante la época de la conquista en América del Sur.

## Biografía
Fue el segundo hijo del matrimonio de Rodrigo Maldonado "el Gordo", III Señor de Linejo y Torrecilla, y de la zamorana Beatriz Ordóñez de Villaquirán. Creció en la casa solar paterna de los Maldonado, en la calle de los Caldereros (Cal de Caldereros) en Salamanca, y asistía a los oficios religiosos en la iglesia románica parroquial de San Cristóbal, junto a la plaza del mismo nombre, cerca de la cuesta de Sancti Spiritus. De allí proviene el hecho de haberle dado el nombre de "San Cristóbal" a la ciudad que fundara en Venezuela, y "Tormes", cuya pronunciación con el tiempo se transformó en "Torbes", al río que pasa por la ciudad. Otro hecho que afianza sus reminiscencias con la ciudad de Salamanca, es el haber escogido como marca de sus reses y ganados, el hierro conformado por dos letras "C" entrelazadas y así lo registró en el Cabildo de la ciudad de Pamplona (actual Colombia). Esta marca le recordaba la calle de la casa paterna: Cal de Caldereros.
A los quince años de edad, se marchó al Nuevo Mundo, según su propia declaración hecha treinta años más tarde, llegando a los dieciocho años a la ciudad de Santa Fe de Bogotá en compañía de Lope Montalvo de Lugo y Solís y del extremeño Juan Rodríguez Suárez. Allí vivió cerca de siete años, donde desarrolló su carrera militar, además de la literatura
Fundó la Villa de San Cristóbal, hoy San Cristóbal, capital del Estado Táchira en Venezuela, el 31 de marzo de 1561 y a su vez trasladó la ciudad de Mérida (Venezuela) a su emplazamiento actual en 1559, dándole a esta última el nombre de Santiago de los Caballeros de Mérida, al unir en un solo poblado, en el actual emplazamiento de Mérida, a esta ciudad y a la ciudad de Santiago de los Caballeros que Maldonado fundara un año antes, durante sus incursiones en tierras próximas a Trujillo (Venezuela).
Contrajo matrimonio con María Velázquez de Velasco y Montalvo, hija del Capitán Ortún Velázquez de Velasco, cofundador de Pamplona. Tuvo dos descendientes: Luis Maldonado y Magdalena Maldonado. Luis Maldonado alcanzó el rango de capitán y fue soldado fundador y encomendero en la Villa de San Cristóbal hasta su muerte a inicios del siglo XVII.

## Muerte
Juan Maldonado falleció en la ciudad de Nueva Pamplona del Nuevo Reino de Granada (actual Pamplona, Colombia) en 1572 y, según su última voluntad, fue sepultado en una bóveda de la Iglesia Mayor de dicha ciudad.

## Homenajes
La efigie de Juan Maldonado se encuentra en un medallón, en la Plaza Mayor de Salamanca (España), realizado por el escultor salmantino Juan Pérez González. Fue donado en 1961 por el Concejo Municipal del Distrito San Cristóbal (Venezuela) a la ciudad de Salamanca. En la actualidad, en la plaza mayor de la ciudad de San Cristóbal (Plaza Capitán Juan Maldonado), se levanta una estatua ecuestre, obra del escultor Arturo Rus Aguilera, inaugurada el 20 de enero de 1977 por el presidente de la Municipalidad de San Cristóbal, Gerson Rodríguez Durán.